# Характерник (альбом)
Характерник — другий альбом українського гурту Реанимация. Альбом вийшов 7 жовтня 2008 року, видавцем є компанія CD Maximum. Над обкладинкою альбому працював відомий художник-оформлювач Лео Хао. Як гість на запис був запрошений Валерій Наумов з групи Іван царевич для вокалу.

## Список композицій
| #   | Назва             | Тривалість |
| --- | ----------------- | ---------- |
| 1.  | «Письмо»          | 5:32       |
| 2.  | «Волк»            | 5:44       |
| 3.  | «Моя земля»       | 6:13       |
| 4.  | «Было время»      | 6:46       |
| 5.  | «Козацька»        | 6:07       |
| 6.  | «Я вернусь»       | 4:54       |
| 7.  | «Проклятье Богов» | 5:33       |
| 8.  | «Характерник»     | 5:33       |
| 9.  | «Последний рывок» | 6:48       |
| 10. | «Король»          | 7:37       |